# ایان ولف
ایان ولف (انگلیسی: Ian Wolfe؛ ۴ نوامبر ۱۸۹۶ – ۲۳ ژانویهٔ ۱۹۹۲) یک هنرپیشه، و شاعر اهل ایالات متحده آمریکا بود.
از فیلم‌ها یا برنامه‌های تلویزیونی که وی در آن نقش داشته است، می‌توان به کارهای ناشایست جولیا، آماده برای کشتن، شورش بی‌دلیل، سرخ‌ها، هفت عروس برای هفت برادر، خبرنگار خارجی، پنجه سرخ، مروارید مرگ، نامه‌های عاشقانه، آقای بلندینگ خانه رؤیایی خود را می‌سازد و شهر در اسارت اشاره کرد.